# 韓志道
韓志道（1534年—1582年），字汝立，號巽菴，山東濟南府章丘縣人，明朝政治人物。

## 生平
隆慶元年（1567年）丁卯科山東鄉試第六名舉人。萬曆二年（1574年）甲戌科三甲二十七名進士。授河南光山縣知縣。八年被知府弹劾，左遷潞安府經歷，摄平遥知县，又摄府事，萬曆十年忧郁而卒，年四十九。

## 家族
曾祖父韓濟民；祖父韓孟益，曾任倉副使；父韓國治。母齊氏。慈侍下。弟學道。